# Álvaro de Saavedra Cerón

Ruta dels viatges de Saavedra

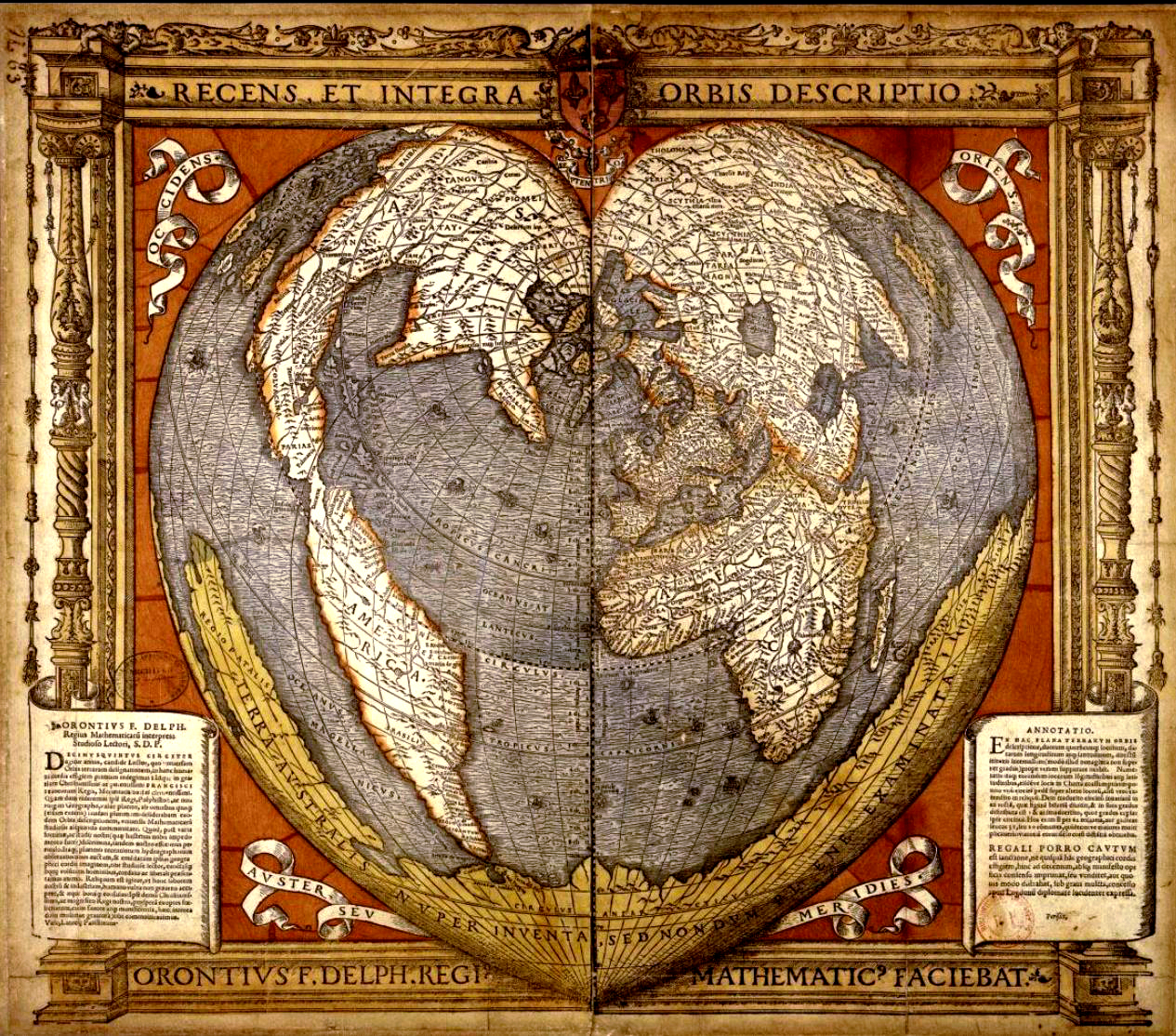
Mapamundi 1536

 Álvaro de Saavedra Cerón  va ser un dels primers exploradors europeus a l'oceà Pacífic. Es desconeix la data exacta i lloc del seu naixement, però se sap que va néixer a finals del segle XV o a principis del xvi. Era espanyol de naixement. Era parent d'Hernán Cortés, a qui va acompanyar a Nova Espanya el 1526.
El 1527 Hernán Cortés va equipar una expedició que tenia com a objecte trobar noves terres en el Mar del Sud (oceà Pacífic) i va encarregar al seu primer Álvaro de Saavedra es fes càrrec de l'expedició.
El 31 d'octubre de 1527 va salpar de Nova Espanya amb tres naus rumb al Pacífic, va travessar el Mar del Sud, va recórrer la costa nord de Nova Guinea, a la qual va nomenar  Illa d'Or , i el 3 d'octubre de 1528 va arribar a les illes Moluques, però només amb una de les naus. En el seu intent de tornar a les costes de la Nova Espanya va ser desviat pels vents alisis del nord-est, que el van llançar de nou a les Moluques.
Temps després Álvaro de Saavedra va intentar novament el retorn però navegant més avall, pel sud. Va tornar a les costes de Nova Guinea en 1529, una de les poques illes conegudes del Pacífic en aquella època, i després de rebre aigua i aliments dels nadius es va dirigir al nord-est, on va arribar als grups de les illes Marshall i les Illes de l'Almirallat. Va desembarcar a la petita illa de Eniwetok, des d'on va prosseguir el seu viatge cap a l'est i novament va ser sorprès pels vents, que el van portar per tercera vegada a les illes Moluques.
El 1529, en intentar de nou tornar a la Nova Espanya, el va sorprendre una tempesta i va morir en el naufragi.